# コスタリカ・コロン
コスタリカ・コロン（Colón Costarricense）はコスタリカの通貨。補助通貨単位はセンティモで、100センティモ＝1コロンであるが、現在センティモが使われることはない。
コロンは1896年、コスタリカ・ペソに代わって導入された。1917年から1919年にかけては、補助通貨単位はセンティモではなくセンターボが使われていた。
2023年8月15日現在100コスタリカコロン=27.1175円

## 硬貨
1897年から1917年にかけて、最初のコロン硬貨が発行された。1897年には、2、5、10、20コロン金貨と50センティモ銀貨が鋳造された。ついで1903年には2センティモ白銅貨が、1905年には5,10センティモ銀貨が発行された。
1917年から1919年にかけて、センティモではなくセンターボ硬貨が発行された。
1925年には25センティモ銀貨が発行され、1935年には25,50センティモ、1コロン白銅貨が発行。1937年には発行元がコスタリカ国立銀行に、1951年にはコスタリカ中央銀行に代わった。現在流通しているコインは5, 10, 20, 50, 100、500コロンである。

## 紙幣
1864年から1914年にかけてはコスタリカにあるコスタリカ銀行（Banco de Costa Rica）、コスタリカ商業銀行（Banco Mercantil de Costa Rica）、アングロ・コスタリカ銀行（Banco Anglo-Costarricense）、ユニオン銀行（Banco de la Unión）の4銀行が紙幣を発行しており、コスタリカ・ペソからコスタリカ・コロンへと通貨単位がかわってもそれは継続された。
1914年にはコスタリカ国際銀行（Banco Internacional de Costa Rica）が発券業務を担当することとなり、1937年にはコスタリカ国立銀行（Banco Nacional de Costa Rica）に、1950年にはコスタリカ中央銀行（Banco Central de Costa Rica）へと発券銀行は変更された。現在使用されているコロン紙幣は1000, 2000, 5000, 10000, 20000 、50000コロンである。